# Ovsje Norzoenov

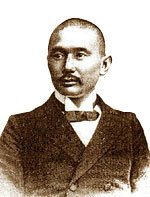
Ovsje Norzoenov

Ovsje Mutsjkinovitsj Norzoenov (Russisch: Овше Мучкинович Норзунов) (*1874-?) was een Russisch ontdekkingsreiziger en tibetoloog van Kalmukse afkomst.

## Levensloop
Van 1900-01 reisde hij in het geheim door Tibet en bereikte hij de hoofdstad Lhasa met behulp van de aantekeningen van Nain Singh. Deze reis viel samen met de reis van een andere Rus, Gombojab Tsybikov, die Lhasa in augustus bereikte. Norzoenov bereikte Lhasa aan het eind van 1900. Norzoenov en Tsybikov maakten 200 foto's, waarmee de Tibetaanse hoofdstad voor het eerst op beeld werd vastgelegd.
Ze stuurden de foto's op naar National Geographic Magazine, waarin een groot aantal door toeval werden geplaatst in de editie van januari 1905. De publicatie van de foto's betekende de belangrijkste omslag voor het magazine in de honderd jaar erop, waar in het vervolg nadrukkelijk meer plaats kwam voor artikelen over onbekende gebieden die begeleid werden met fotoreportages.
Hun aanwezigheid viel in de tijd van The Great Game en versterkte de Engelse argwaan aanzienlijk dat de Russen Tibet tot hun invloedssfeer wilden brengen. De verdenkingen tegen de Russen resulteerde uiteindelijk in de Britse Veldtocht in Tibet van 1903 tot 1904, onder leiding van Francis Younghusband.